# سابي (مغنية)
جينيسه دينا بورتلوك (بالإنجليزية: Jenice Dena Portlock) (مواليد 24 نوفمبر 1987) والمعروفة أكثر باسم سابي (بالإنجليزية: Sabi) هي مغنية بوب وكاتبة أغاني وراقصة وممثلة سلفادورية أمريكية من لوس أنجلوس، كاليفورنيا. كما كانت عضوة سابقة في فرقة فتيات هيب هوب اسمها البانجز. وهي الآن تعمل لحساب تسجيلات وارنر بروس.

## وصلات خارجية
- سابي على موقع IMDb (الإنجليزية)
- سابي على موقع ميوزك برينز (الإنجليزية)
- سابي على موقع أول ميوزيك (الإنجليزية)
- سابي على موقع ديسكوغز (الإنجليزية)
- سابي على موقع ديسكوغز (الإنجليزية)
- سابي على موقع كينوبويسك (الروسية)

- الموقع الرسمي
- Sabi في قاعدة بيانات الأفلام على الإنترنت
- سابي (مغنية) على أول ميوزيك
- Works by or about Sabi نسخة محفوظة 2 فبراير 2016 على موقع واي باك مشين. in libraries (الفهرس العالمي Catalog)